# Axel Ebbe
Axel Emil Ebbe (født 27. marts 1868 i Hököpinge/Høkøbinge Oxie herred, Skåne, død 28. september 1941 sammesteds) var en svensk/skånsk forfatter, kunstner og billedhugger. 
Ebbe uddannede sig i slutningen af 1891 i København under Stephan Sinding,
derefter i udlandet (blandt andet Paris). Hans »Atlas’
Datter« (1892) vakte allerede en Del Opmærksomhed; »Solsikken« (i Bronze, Kungsparken,
Malmø) prisbelønnedes på Champs-Elysées-Salonen i Paris 1893. Derefter modellerede han
bl.a. »Den trøstende Kærlighedsgudinde« (Venus Consolatrix; 1894, i Marmor 1895), der
skriver sig fra hans Paris-Ophold, den kolossale Gruppe Martyrium humanum (Kvinden
korsfæstet til Manden; 1895), en Række talentfulde Relieffer (Immaculata, Orfea m. v.) med
symbolske Fremstillinger og mange andre.
Han skabte også den ukendte guerillamands statue i Hässleholm/Hesselholm fra 1934 , og et andet hjemstavnspartiotisk værk er også hans illustrerede bog Bibelsk historie (udgivet posthumt 1949 og i flere udgaver)  på skånsk/østdansk folkmål. 

## Galleri
- Axel Ebbe 1900.
- Æren for arbejdet, på Möllevångstorget i Malmø
- Manden, der bryder ud af klinten, i Lundagård i Lund
- Den kloge og uvidende jomfru, i Trelleborg
- Statue af Rutger Macklean i Svaneholms slotspark.
- Axel Ebbes kunstgalleri i Trelleborg
- Snapphanen, i Hässleholm
- Detalje af Havormen, i Trelleborg
- Skabelseshistorien fortalt på skånsk/østdansk folkmål af Axel Ebbe i bogen Bibelsk historie.